# Tribunal de Cuentas de Bélgica

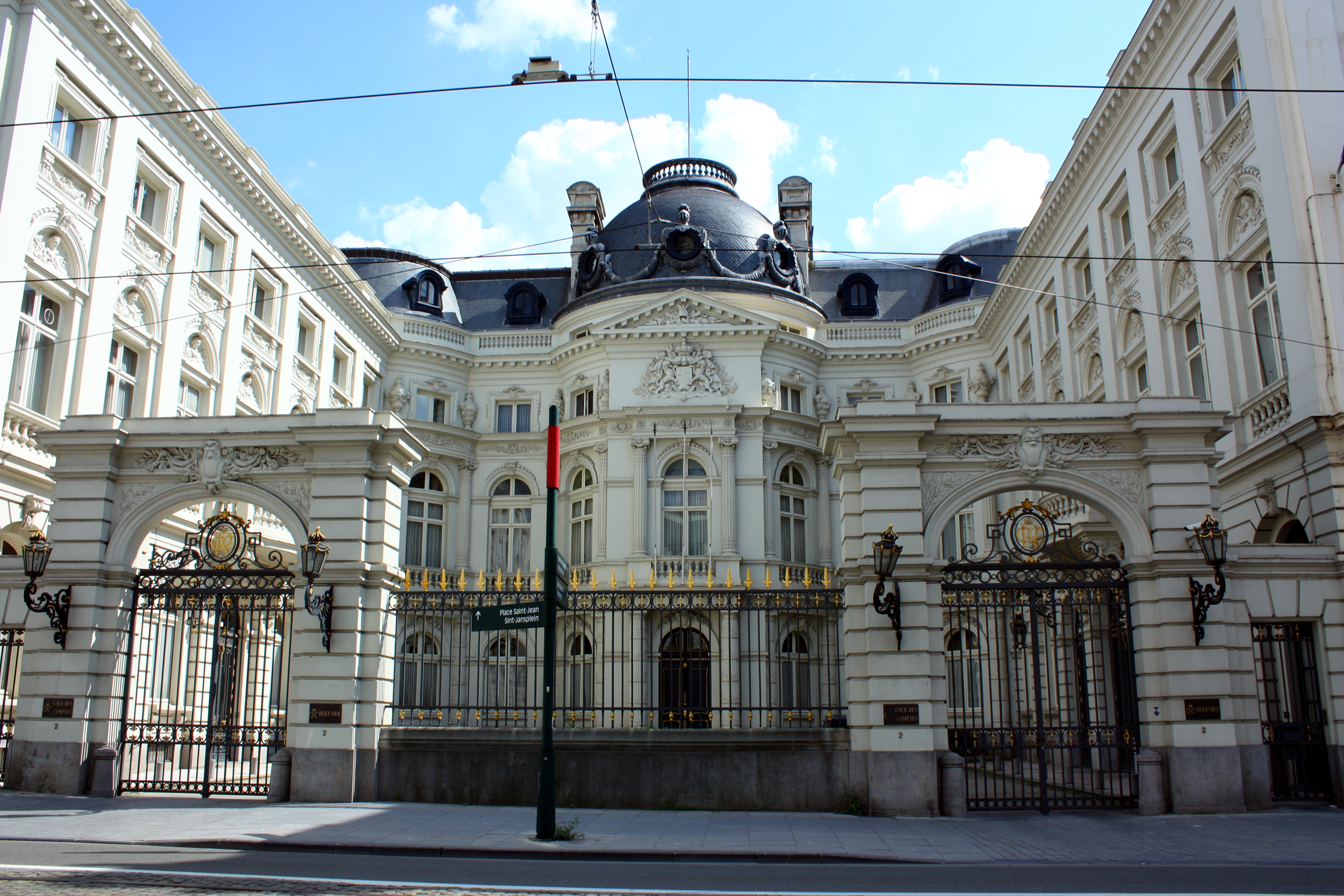
Edificio del Tribunal de Cuentas de Bélgica.

El Tribunal de Cuentas de Bélgica es un órgano jurisdiccional administrativo estatal belga, encargado principalmente de juzgar la regularidad de las cuentas públicas, controlar el uso de los fondos públicos, controlar a las empresas estatales, o hasta los organismos privados que gozan de una ayuda del Estado. Tiene la obligación de informar al Parlamento, al Gobierno y a la opinión pública sobre la conformidad de las cuentas. Sus controles conciernen a los gastos y los ingresos de los Gobiernos Federales, comunitarios y regionales, así como las diputaciones permanentes de las provincias. 
Creada por el artículo 180 de la Constitución de Bélgica, esta jurisdicción es un órgano colateral del Parlamento Federal de Bélgica. Ejerce un control externo sobre las operaciones presupuestarias, contables y financieras del Gobierno, así como regulaciones del presupuesto anual del país.

## Organización
El Tribunal de Cuentas está dirigido por un colegio de doce magistrados, quienes son regulados por funcionarios del Gobierno. Estos están divididos de manera equitativa por idioma, por lo que existen dos salas de funcionamiento y un salón general que es utilizado en ocasiones extraordinarias y para la rendición de la  cuenta mensual del gasto fiscal. 
Cada sala está compuesta por un Presidente, cuatro consejeros y un secretario. Ambos presidentes son designados por el Gobierno, y todos los miembros del Tribunal son elegidos por la Cámara Belga de Representantes por un periodo de seis años, tras los cuales se puede optar a la reelección. 